# Síndrome de transfusión fetofetal
El síndrome de transfusión feto-fetal (TTTS) es una complicación severa que afecta entre un 10% y un 15% de los embarazos de gemelos idénticos que comparten placenta (monocoriónicos biamnióticos). Este síndrome consiste en un flujo descompensado de sangre desde uno de los gemelos hacia el otro, a través de anastomosis vasculares presentes en la placenta.
La evolución de esta enfermedad lleva a un feto hipovolémico oligúrico con oligohidroamnios y a otro hipervolémico, poliúrico con polihidroamnios. Es de esta situación de la que se van a derivar los problemas de esta enfermedad que, sin tratamiento, tiene un 90% de mortalidad y de entre los superviviente un 30% tienen problemas de desarrollo neurológico.
Los nuevos tratamientos que se han ido desarrollando han mejorado tanto la supervivencia como la cantidad de problemas durante el desarrollo. Actualmente de todos esos tratamientos el de elección es la fotocoagulación con láser endoscópico de las anastomosis arteriovenosas.

## Fisiopatología
La etiología de esta enfermedad se presenta en la estructura de la placenta en la cual los gemelos monocoriónicos suelen tener anastomosis. Las hay arterio-venosas (AV), arterio-arteriales (AA) y veno-venosas (VV). En la población las AV están presentes en el 90-95% de los casos, las AA las encontramos en un 85-90% y las VV solo aparecen en un 15-20%. En situaciones normales el flujo de sangre se encuentra equilibrado pero en las placentas con TTTS hay un menor número de AA lo que lleva a un desequilibro entre los flujos. Aunque no es el único factor que influye ya que hay casos de TTTS con esas anastomosis.
La enfermedad puede no estar causada por las uniones entre la placenta si no por desórdenes del eje renina-angiotensina-aldosterona. 

## Diagnóstico y estadiaje
Para diagnosticar esta patología son necesarios dos criterios. Primero la presencia de un embarazo de gemelos diamnióticos monocoriónicos y la segunda es la presencia de oligohidroamnios (definido por el máximo bolsillo vertical [MVP] < 2cm) y polihidroamnios en el otro (MVP > 8cm). Ambos se pueden estudiar mediante ecografía. También podemos hallar otros signos no diagnósticos que son: un desequilibrio de crecimiento > 20%, una restricción del crecimiento intrauterino y un peso < 10% del estimado para la edad gestacional.
Quintero et al definió en 1999 unos criterios ecográficos que son los que se siguen usando hoy en día por su buena correlación con los estadios de la enfermedad
| Estadio | Parámetro ecográfico                                                                   | Criterio diagnóstico                                                  |
| ------- | -------------------------------------------------------------------------------------- | --------------------------------------------------------------------- |
| I       | MVP de líquido amniótico                                                               | MVP < 2cm en el saco del donante y MVP > 8 cm en el saco del receptor |
| II      | Vejiga fetal                                                                           | No visualización de la vejiga fetal tras 60 minutos de observación    |
| III     | Forma de la onda Doppler de la arteria umbilical, el ductus venoso y la vena umbilical | Flujo diastólico en la arteria umbilical ausente o revertido          |
| IV      | Hidrops fetal                                                                          | Hidrops en uno o ambos gemelos                                        |
| V       | Ausencia de actividad fetal cardiaca                                                   | Muerte fetal de uno o de los dos gemelos                              |

En el momento del diagnóstico podemos encontrar la enfermedad en diferentes estadios. El 11 – 15% se encuentran en el estadio I, el 20 – 40% en el estadio II, el 38 – 60% en el estadio III, el 6 – 7% y el 2% se encuentran en el estadio V. La evolución de la enfermedad está condicionada por estos estadios y la supervivencia es diferente en cada uno de ellos.
Los pacientes diagnosticados en estadio I tienen una incidencia de resolución de la enfermedad del 85% y una supervivencia ligeramente superior, especialmente cuanto más temprano es el diagnóstico. En conjunto la supervivencia de al menos un gemelo varía desde el 15% hasta el 70 % en función de la gravedad y de la edad gestacional.
No hay estudios randomizados que establezcan una frecuencia para las ecografías para un screening óptimo pero si que se han establecido unos factores de riesgo para el desarrollo. La discordancia entre gemelos del crown-lump o de la traslucencia nucal; o una inversión o desaparición de la onda A del ductus venoso son factores de riesgo en el primer trimestre. En el segundo semestre la discordancia de crecimiento, una inserción velamentosa de la placenta o la ecogenicidad de la placenta (la porción del donante es hiperecogénica).

## Tratamiento

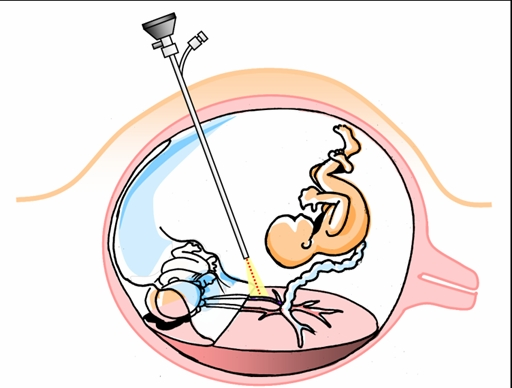
Ilustración de una fetoscopia y ablación con láser de vasos conectados.

Los tratamientos como la septotomía o la amnioreducción se han abandonada a favor de la fotocoagulación láser ya que los estudios, han demostrado que este tiene una mayor supervivencia y una menor incidencia de complicaciones neurológicas en los supervivientes.
El objetivo del tratamiento es coagular las anastomosis AV que son las que permiten intercambio de sangre entre los fetos eliminando de esta forma la etiología de la enfermedad. Se hace de manera selectiva, es decir, solo se coagulan esos vasos ya que la muerte fetal intrautero es menor. Quintero et al. describieron el método selectivo y la forma de identificar los vasos mediante seguimiento de las arterias (son más oscuras porque están desoxigenadas) desde el cordón umbilical hasta el cotiledón y la vena desde el cotiledón hasta el cordón umbilical.
Existen diferentes modelos de fetoscopios para este procedimiento pero no se ha demostrado que ninguno sea mejor. Los hay con ángulo y rectos que se usarán en función de la situación, de las preferencias y habilidad del cirujano.
El láser no es de dióxido de carbono porque el agua lo absorbe y no es funcional por eso son de nd:YAG o de diodo aunque es este primero el más apropiado porque tiene un menor coste, es de un menor tamaño y su longitud de onda es más apropiada para los vasos.
Los resultados del tratamiento de la enfermedad fuera del intervalo de 17 a 26 semanas no se diferencian pero esta suele ser más benigna en su desarrollo por lo que no suele ser necesario tratarlos ya que los resultados son similares
Hay complicaciones añadidas a estas operaciones como que a <17 no halla suficiente líquido para llevar a cabo la operación. La operación pues, tiene más riesgo en estos grupos y debe reservarse a situaciones especiales en las que si que se puedan beneficiar de este procedimiento.
En el estadio I no hay muchos estudios randomizados que comparen la conducta expectante con el tratamiento con láser. Solo se llevó a cabo en 6 pacientes del Eurofetus Trial y en algunos otros estudios no randomizados. Los datos tras el tratamiento sugieren que la tasa de supervivencia de los dos gemelos (75%) y la tasa de supervivencia general (83%) es equiparable a la conducta expectante por lo que es esta última la que se elige ante un feto en estadio I de TTTS.
Para los estadios II, III, y IV es también el tratamiento de elección ya que, aunque no hay estudios randomizados que lo comparen con una conducta expectante se asume, que por la historia natural de la enfermedad este procedimiento es mejor.
En el estadio V, la muerte de uno de los fetos, no se ha demostrado que aumente la supervivencia este tratamiento pero si que la fotocoagulación mejora los resultados en el desarrollo neurológico.